# Budapesti Közlekedési Vállalat Előre SC
El Budapesti Közlekedési Vállalat Előre Sport Club, també anomenat BKV Előre SC, és un club de futbol hongarès de la ciutat de Budapest.

## Història
El club va ser fundat l'any 1912. El seu moment més destacat fou la final de copa hongaresa a la que arribà la temporada 1933-34.
Evolució del nom:
- 1912: Budapesti Közúti Vaspálya Társaság (KVT)
- 1918: Budapesti Egyesített Városi Vasutak Tisztviselőinek Sport Egyesülete (EVVT SE)
- 1923: Budapest Székesfővárosi Közlekedési Részvénytársaság SE (SzKR SE)
- 1945: Előre Sport Club (SC)
- 1950: Előre Sportegyesület (fuzja z Teherfuvar MSE)
- 1951: Budapesti Előre SK
- 1957: Budapesti Előre Sport Club (SC)
- 1968: Budapesti Közlekedési Vállalat Előre Sport Club (BKVE SC)
- 1998: Budapesti Közlekedési Vállalat Előre Labdarúgó Kft. (BKV Előre)
- 2006: Budapesti Közlekedési Vállalat Előre Sport Club (BKV Előre SC)